# 水砲

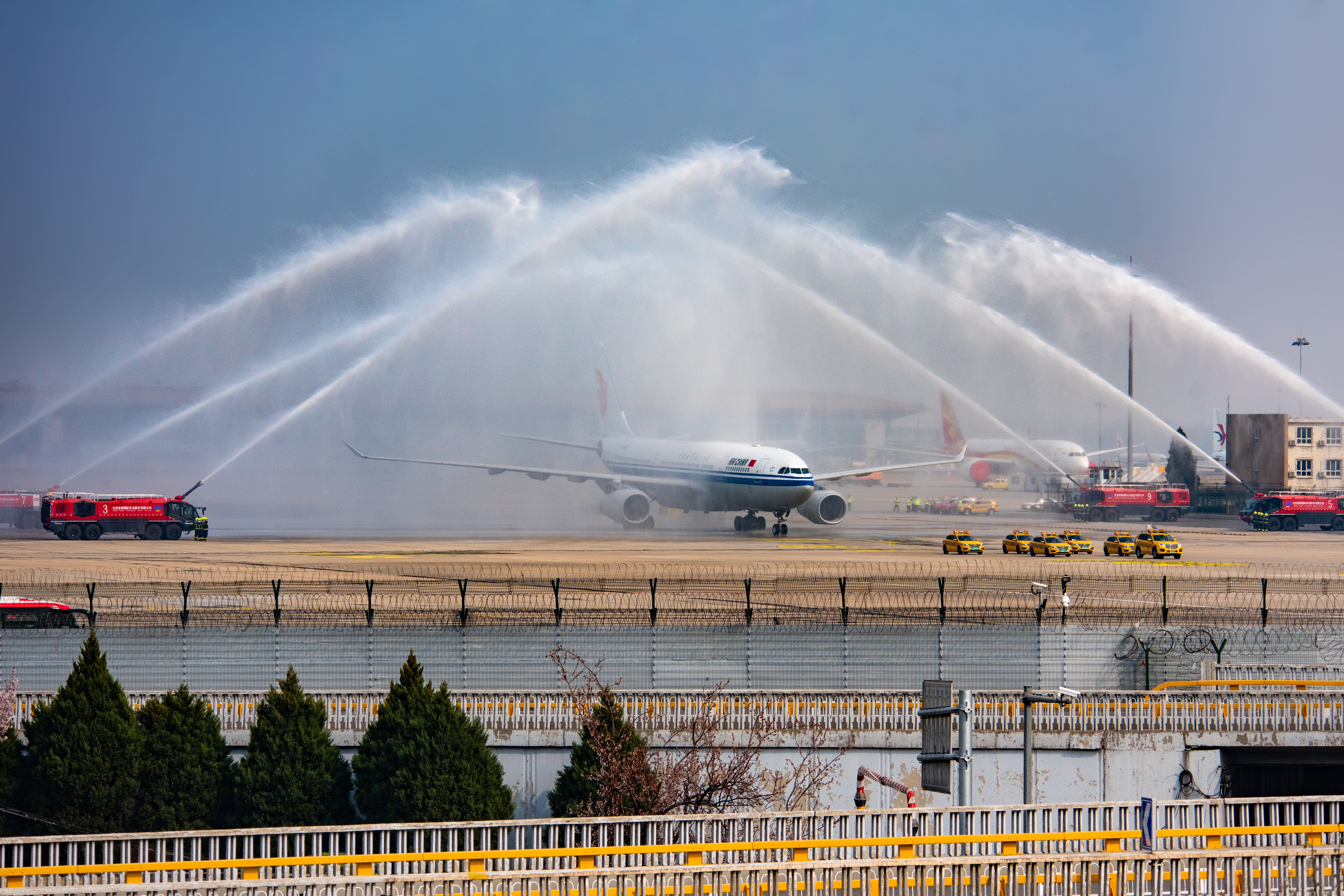
2020年3月31日，北京市援鄂医疗队乘坐中国国际航空042号班机返抵首都机场时，首都机场的6辆消防车为该航班行水门礼

水砲又稱水龍，是一種可以發射高速水柱的設備。通常狀況下，水砲可以將大量的水投射到數十公尺之外。水砲可以用於消防、清洗大型車輛跟鎮暴、海洋(岸)執法單位上驅離非法漁船執法的武器。大部分的水砲被歸類成消防設備。

## 消防

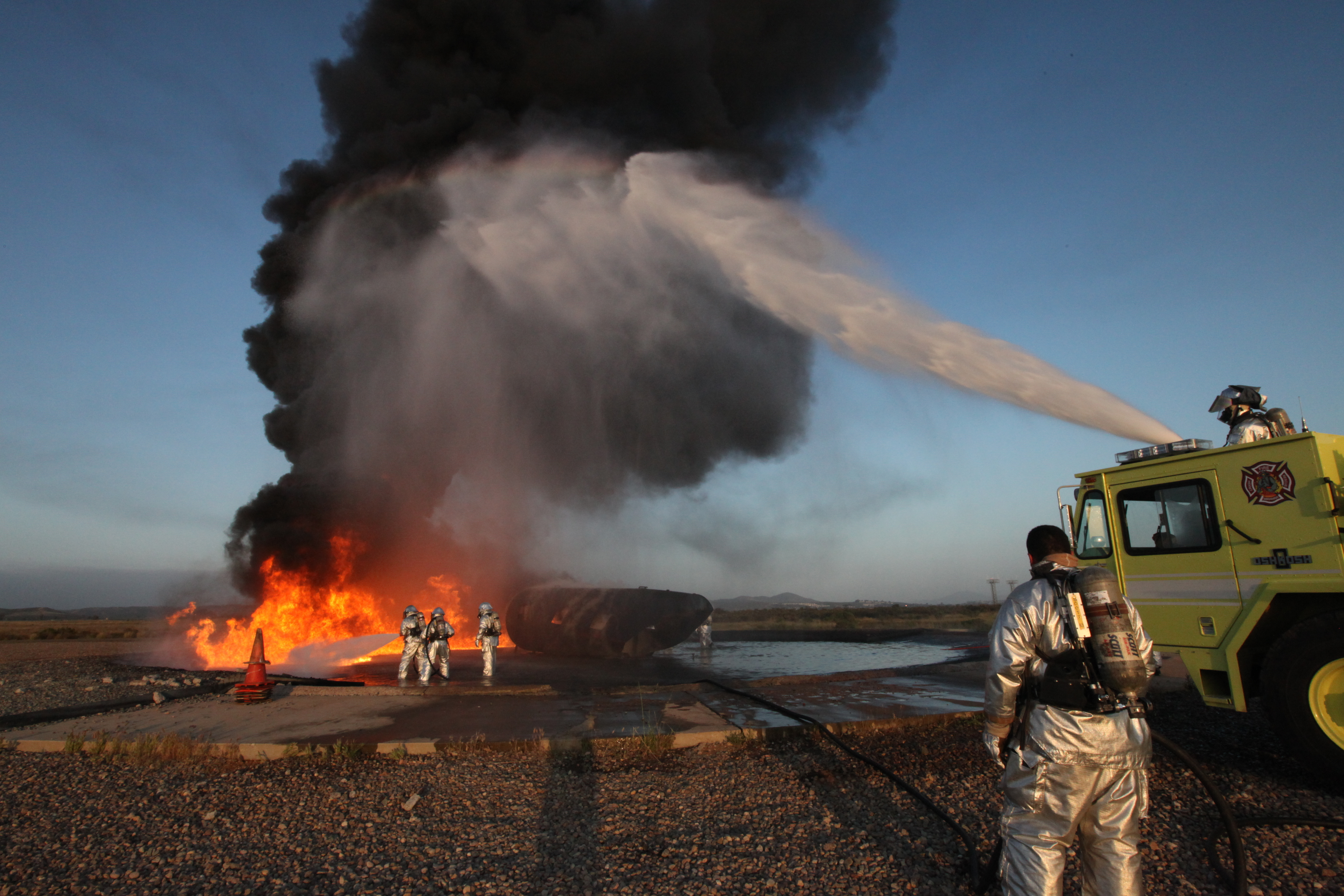
加州米拉马海军陆战队航空站的消防员演练用车载水炮协助救火

最一開始，水砲被設計成供救火船使用。在救火船發明之前，撲滅在船上跟靠水的建築物上的火勢，既困難且危險。第一艘在洛杉磯的救火船於1919年8月1日開始服役。紐約市的第一艘救火船是Marine1，於1891年2月1日開始服役。還有很多其他的救火船，在這之前就開始在各處救火了。
消防車可以運送並噴射和水砲差不多的水量，也會被用在防暴的場合，但在大部份场合中很少会被称为水炮。此外，在民用航空领域，两辆或以上的机场消防车在纪念一些涉及航班的重要事件（如飞机交付或最后一次飞行、飞行员退休或是某航空公司首航特定机场）时，会在飞机两侧喷射水雾，从而形成一系列的拱门，是为水门礼。

## 鎮暴

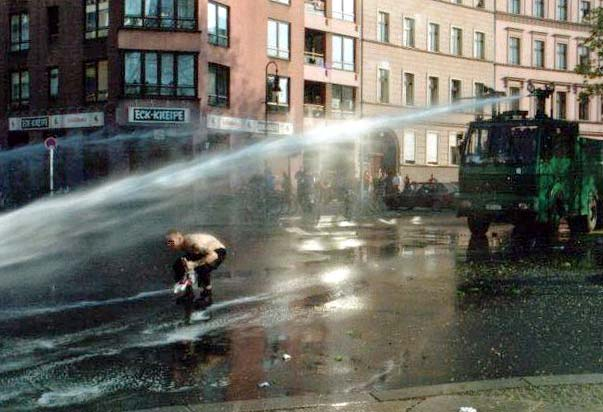
2001年在德國抗爭場合的水砲

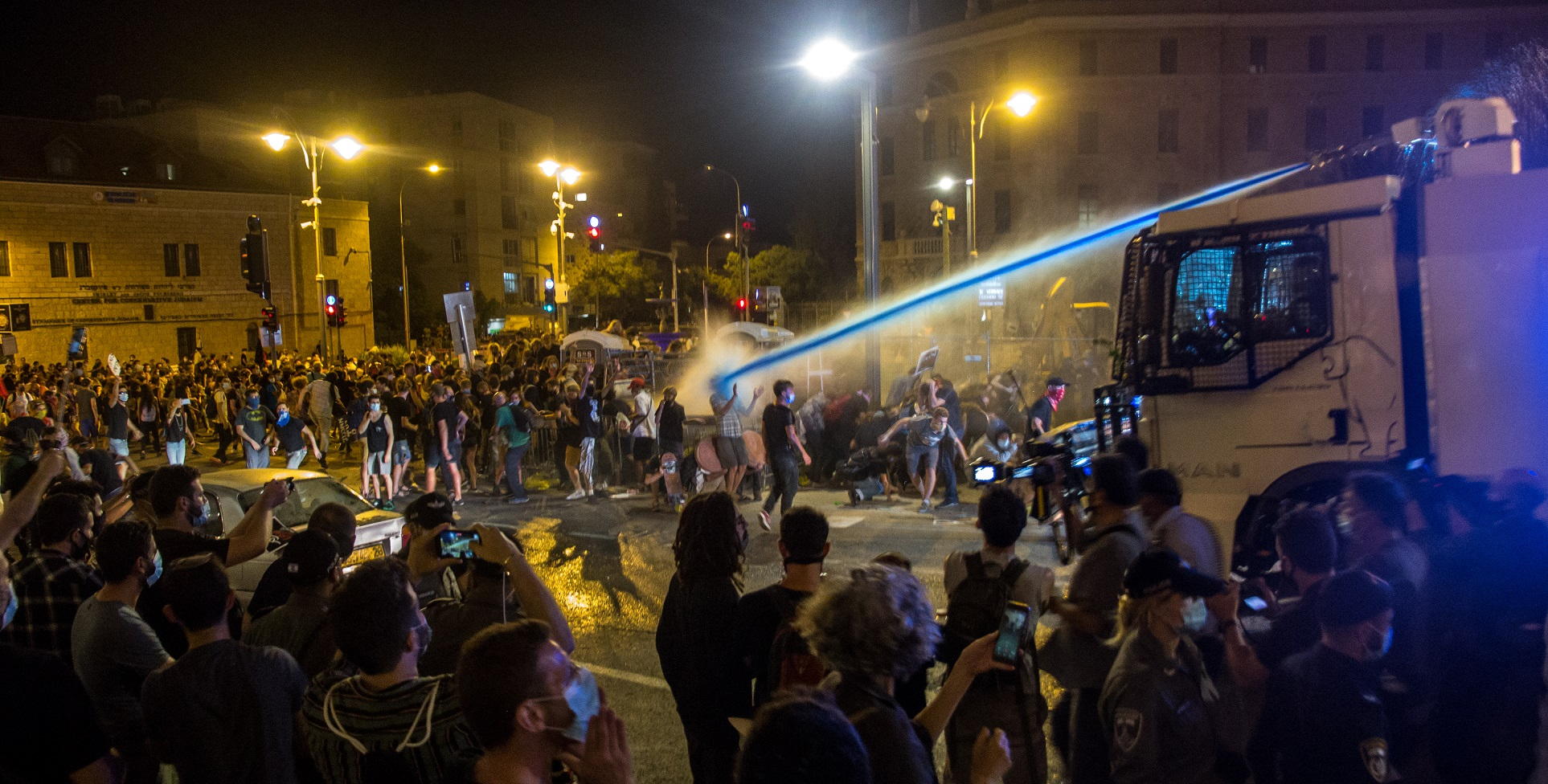
2020年耶路撒冷反对内塔尼亚胡游行中以色列警方使用染色水炮驱散抗议者

水砲車首度被用在鎮暴上，是在1930年代初期的德國。在1960年代，卡車型的的水砲車被廣泛用於全美的鎮暴。雖然他們比手槍、催淚瓦斯加上長棍的組合安全，但在美國水砲已經不再是受歡迎的非致命性武器。從那時起，有其他家用高科技非致命性武器被研發出來。這些較新型的武器是否比水砲更有效率且安全，這尚有爭論。他們的競爭對手並不同意。
在美國跟英國，鎮暴控制為目的之水砲仍在生產，不過大部分都用於外銷，特別是外銷到非洲跟部分亞洲地區。倫敦市2014年購買三輛已有25年車齡的Ziegler  wawa9000作測試，以避免傳統使用更不人道的電擊棒或CS催淚瓦斯，該款車可載運水9000公升，最遠射程達65公尺，每秒最高可射出36公升水，最高相當於15.3kg/cm²的壓力， 其中在英國，全國只有六座水砲 ，全部屬於北愛爾蘭警察部門。在英格蘭跟威爾斯，使用水砲須先經過議會授權（蘇格蘭境內則須經過蘇格蘭議會）。最新型的水砲讓指揮者不用身陷暴動之中，可以在車內用操縱桿遠端操控。這些水砲車可容納8,000公升（1,800英制加侖）的水量， 每秒可噴射15公升（即每分鐘約200英制加侖）的水。水砲車有能力噴出持續跟間歇水柱，亦可選擇強力水柱或噴水霧。英國政府決定禁用水砲車，倫敦市長簡世德在2016年宣布將三輛水砲車全部賣走，賣車的收入將用於青少年服務。
澳洲新南威爾斯州於2007年為了當年度在雪梨舉行的APEC採購了水砲，但最後並沒有使用。這是澳洲首次採購水砲。土耳其、德國、北愛爾蘭、比利時，及歐洲某些區域仍大規模使用水砲。德國漢堡市的Schanzenfest fair（Schanzen區一年舉辦一次的慶典活動）常態性會以暴動作為終結，這個活動及其他示威遊行通常都有水砲及鎮暴警察在場。在炎夏，德國社區會用水砲在公園灑水。土耳其警方的水砲TOMA已經多次被用來對抗抗議民眾，包括2013年的多次土耳其反政府抗議運動，TOMA水砲也常出現在各種大小的抗議場合。在歐美鎮暴水車也經常使用在運動競技的衝突上，比如歐洲盃足球賽。
中華民國警察使用的水砲車（內政部警政署則稱作「高壓噴水車」）可載運水6500公升，最遠射程達60公尺，每秒最高可射出20公升水，最高相當於6kg/cm²的壓力，曾在2004年中華民國總統選舉凱達格蘭大道警民衝突、2014年3月24日太阳花运动佔領行政院和2014年4月28日反核遊行佔領忠孝西路清場時使用過。
香港警務處使用的水炮車名為「人群管理特別用途車」，共購買6輛，於2019年8月25日在反修例運動的荃葵青遊行中第一次出動。

## 海巡艦艇水砲

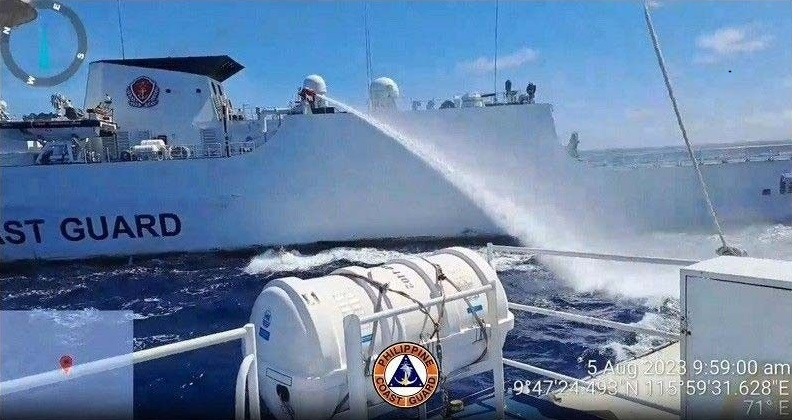
中国海警的818型海警船“美济”舰用水炮驱逐仁爱礁附近的菲律宾海巡署船只

每個國家在經濟海域均設有海岸巡防隊等海上警察機關，來維護經濟海域的漁民捕魚權力，防止外國船隻非法捕魚及進入，通常一開始均實施口頭勸告和顯示字體供非法船隻知情，如果不聽勸阻，又避免人員傷亡，採取實施水砲攻擊，利用海巡艦艇上的高壓水柱攻擊其船隻，達到嚇阻效果。

## 安全性

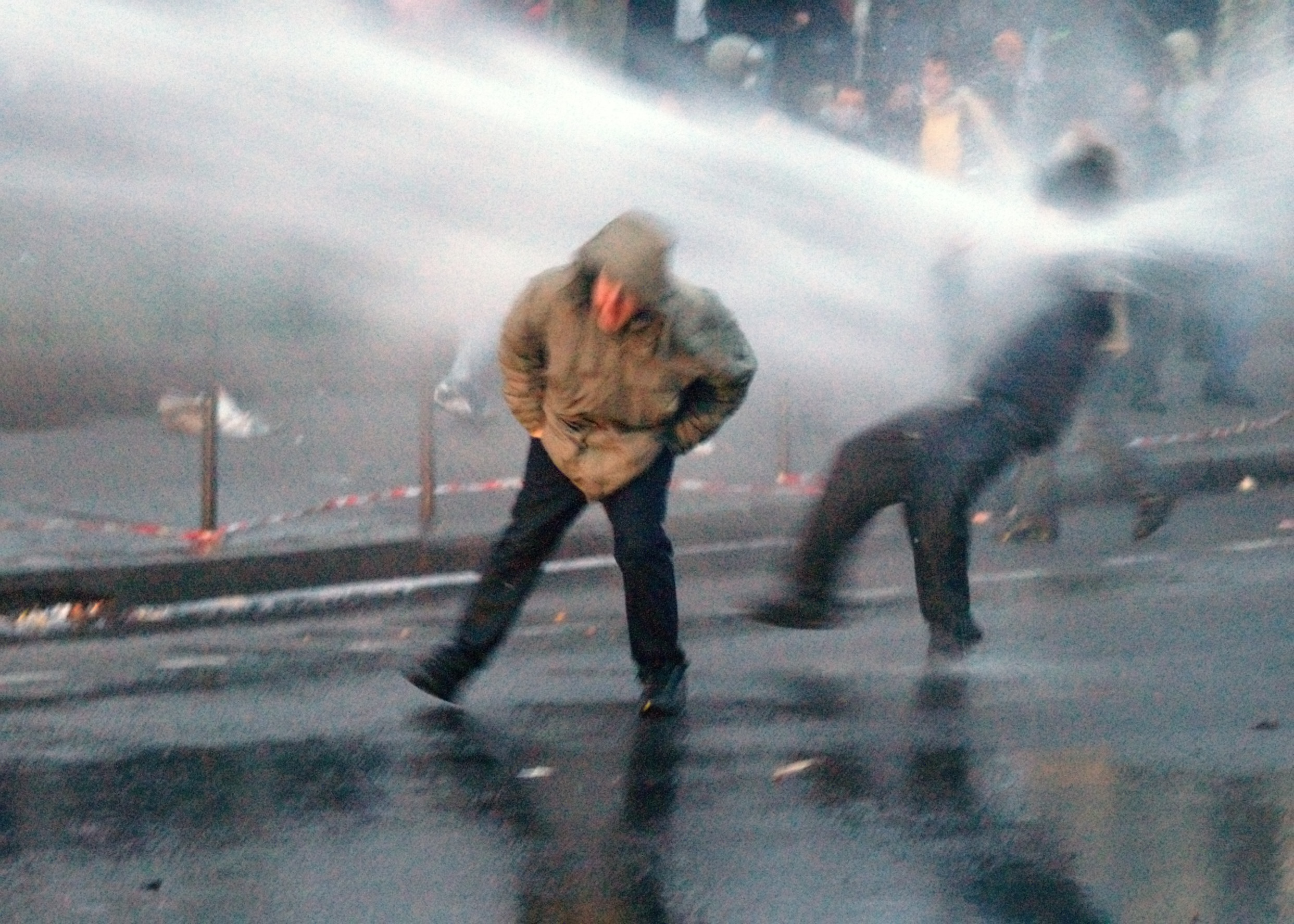
法国反首次雇佣合同法（CPE）游行中被水炮击中的示威者

1960年代的水砲通常安裝在消防車上，可以把抗議者擊暈，有時候甚至會使他們的衣服破裂。
2010年9月30日，在反對斯圖加特21計畫的抗議示威活動中，一個示威者被水砲擊中臉部。這位示威者叫Dietrich Wagner，是一位退休的工程師，他的眼皮受到傷害，視網膜骨部分骨折，視網膜受損。眼部遭受到的傷害導致此人幾近全盲。這個事件以圖片的形式被紀錄下來，激起了德國國內對於警察暴力及施用國家力量的比例原則的辯論。

## 媒體效應
在暴動現場，媒體對於水砲的使用率有顯著的影響。媒體對警察部門產生壓力，警方想避免不好的公開形象，而水砲攻擊在報導上不太好看。現在某些國家使用水砲的頻率變低，這被認為是可能的原因。在非裔美國人權運動期間，水砲被當局用來驅散抗爭的非裔群眾，這些抗爭導致水砲在美國的消失。但美國等地使用《日內瓦公約》規定兩國交戰亦不得使用催淚瓦斯，危害性高於水砲亦殃及周遭無涉居民，並無研究證實這比較合理。